# Asteras Tripolis
Atlitikos Jimnastikos Silogos Asteras Tripolis (nowogr. Αθλητικός Γυμναστικός Σύλλογος Αστέρας Τρίπολης) – grecki klub piłkarski z siedzibą w mieście Tripoli, występujący w Superleague Ellada.

## Sukcesy
- Superleague Ellada:
  - 3. miejsce (1): 2014/2015
- Puchar Grecji:
  - finał (1): 2012/2013
- Beta Ethniki:
- mistrzostwo (1): 2006/2007
- Gamma Ethniki:
- mistrzostwo (1): 2005/2006

## Europejskie puchary
Legenda do wszystkich tabel:
- Q – runda eliminacyjna, 1/16, 1/8, 1/4, 1/2 – odpowiednia faza rozgrywek, Grupa – runda grupowa, 1r gr – pierwsza runda grupowa, 2r gr – druga runda grupowa, F – finał, R – runda, PO – play-off
- k. – rzuty karne, los. – losowanie, Dogr. – dogrywka, w. – zasada bramek strzelonych na wyjeździe

| Sezon   | Rozgrywki   | Runda   | Przeciwnik            | Dom | Wyjazd | Ogólnie     |
| ------- | ----------- | ------- | --------------------- | --- | ------ | ----------- |
| 2012/13 | Liga Europy | 2Q      | İnter Baku            | 1–1 | 1–1    | 2–2, k: 4–2 |
| 2012/13 | Liga Europy | 3Q      | CS Marítimo           | 1–1 | 0–0    | 1–1, w.     |
| 2013/14 | Liga Europy | 3Q      | Rapid Wiedeń          | 1–1 | 1–3    | 2–4         |
| 2014/15 | Liga Europy | 2Q      | Rovaniemen Palloseura | 4–2 | 1–1    | 5–3         |
| 2014/15 | Liga Europy | 3Q      | 1. FSV Mainz 05       | 3–1 | 0–1    | 3–2         |
| 2014/15 | Liga Europy | PO      | Maccabi Tel Awiw      | 2–0 | 1–3    | 3–3, w.     |
| 2014/15 | Liga Europy | Grupa C | Tottenham Hotspur     | 1–2 | 1–5    | 3. miejsce  |
| 2014/15 | Liga Europy | Grupa C | Beşiktaş JK           | 2–2 | 1–1    | 3. miejsce  |
| 2014/15 | Liga Europy | Grupa C | Partizan              | 2–0 | 0–0    | 3. miejsce  |
| 2015/16 | Liga Europy | Grupa K | FC Schalke 04         | 0–4 | 0–4    | 3. miejsce  |
| 2015/16 | Liga Europy | Grupa K | APOEL FC              | 2–0 | 1–2    | 3. miejsce  |
| 2015/16 | Liga Europy | Grupa K | Sparta Praga          | 1–1 | 0–1    | 3. miejsce  |
| 2018/19 | Liga Europy | 2Q      | Hibernian             | 1–1 | 2–3    | 3–4         |

## Skład na sezon 2017/2018
| Nr | Poz. | Piłkarz                       |
| -- | ---- | ----------------------------- |
| 2  | PO   | Dudú                          |
| 4  | OB   | Triantafylos Pasalidis        |
| 5  | OB   | Konstandinos Triandafilopulos |
| 7  | NA   | Martín Tonso                  |
| 8  | PO   | Juan Munafo                   |
| 9  | NA   | Eugenio Isnaldo               |
| 10 | PO   | Lévy Madinda                  |
| 11 | NA   | Michalis Manias               |
| 12 | NA   | Rooney Wankewai               |
| 17 | PO   | Walter Iglesias (kapitan)     |
| 18 | OB   | Kostas Janulis                |
| 19 | PO   | Kosmas Tsilianidis            |
| 20 | NA   | Gyeol-Hee Jang                |
| 23 | NA   | Nikos Kaltsas                 |
| 25 | OB   | Manolis Bertos                |

| Nr | Poz. | Piłkarz                                    |
| -- | ---- | ------------------------------------------ |
| 27 | OB   | Janis Kotsiras                             |
| 28 | NA   | Anastasios Duwikas                         |
| 30 | BR   | Jorgos Atanasiadis                         |
| 33 | OB   | Jewhen Selin                               |
| 38 | OB   | Robert Kumadey                             |
| 39 | PO   | Nabil Jaadi (wypożyczony z Udinese Calcio) |
| 40 | PO   | Alhassane Soumah                           |
| 42 | OB   | Jorgos Antzulas                            |
| 67 | OB   | Jorgos Zisis                               |
| 77 | OB   | Jorgos Kyriakopulos                        |
| 90 | NA   | Janis Bastianos                            |
| 98 | BR   | Konstandinos Kapetanos                     |
| 99 | BR   | Antonis Tsiftsis                           |